# راكدة شندلرية
راكدة شندلرية (الاسم العلمي: Acinetobacter schindleri) هي نوع من البكتيريا يتبع جنس الراكدة من الفصيلة الموراكسيلية.